# Hedda Berntsen
Hedda Helene Berntsen, född 24 april 1976  i Oslo, är en norsk skidåkare som har tävlat i slalom, skicross och telemark.

## Telemark
Bernsten blev världsmästare i telemark 1997.

## Alpint
Berntsen deltog i den alpinska världscupen 1999/2000, mest i slalom. Hon kom åtta gånger bland de tio bästa med en femteplats som bäst. Hon deltog i vinter-OS 2002 i slalom men åkte ur och fick ingen placering. I VM 2001 i St Anton i Österrike tog hon silver i slalom.

## Skicross
Berntsen debuterade i världscupen i februari 2007, då hon slutade nia i Les Contamines. I världscupen 2007/2008 tog hon tre andraplatser. Hon tog sin första världscupseger i Les Contamines säsongen 2008/2009. I X-games tog hon brons i skicross 2008.  I vinter-OS 2010 i Vancouver deltog Berntsen i skicross. Hon vann åttondelsfinal, kvartsfinal och semifinal. I finalen förlorade hon mot kanadensiska Ashleigh McIvor och fick silvermedalj.